# Le Dragon-génie
Pour plus de détails, voir Fiche technique et Distribution.
Le Dragon-génie (Wish Dragon) est un film d'animation américano-chinois réalisé par Chris Applehans (en) et sorti en 2021. 
Le film met en scène jeune Din qui a hâte de renouer avec sa meilleure amie d'enfance lorsqu'il rencontre un dragon exauçant ses vœux.
Le film est réalisé par un studio chinois et co-produit par le studio Sony Pictures Animation. 
Le film sort au cinéma en Chine le 15 juin 2021 et à l'international le 11 juin 2021 sur la plateforme de streaming Netflix. 

## Synopsis
Lors d'un cours sur le kanji du dragon, le petit Din rencontre Li Na, une petite fille du même quartier qu'il noue une amitié solide avec elle. Cependant, M. Wang, le père de Li Na, à déménager avec sa fille dans le centre ville de Shanghai pour assurer une vie à Li Na, celle-ci fut obligé de mettre fin à son amitié avec Din.
Dix ans plus tard, Din vit encore dans le quartier pauvre de la ville avec sa mère, il est un étudiant prometteur qui sèche fréquemment les cours pour travailler afin de pouvoir s'offrir une tenue élégante pour l’anniversaire de Li Na, avec qui il a perdu le contact depuis longtemps. Arrivé dans un immeuble en désordre pour sa dernière livraison, Din a une étrange rencontre avec un vieil homme qui donne au garçon une vieille théière de jade, l'informant qu'il l'a choisi car il a le "cœur pur". Pendant ce temps, des bandits dirigés par Pockets ont été engagés par un mystérieux employeur pour trouver pour lui cette théière, car il est conscient de ses propriétés magiques.
De retour à la maison, Din se dispute avec sa mère, Mme Song, après que cette dernière ait appris que son fils avait séché les cours, bien qu'elle ne sache pas les véritables intentions de Din. Après avoir acheté une tenue pour se montrer le lendemain à la fête de Li Na, sort discrètement de chez lui pour s’entraîner sur ses retrouvailles, mais la tenue de mauvaise qualité, se déchire complètement. Lorsqu’il dit "je souhaite", la théière se met à réagir et invoque un dragon rose parlant nommé Long Zhu qui se présente à Din comme un dragon génie qui peut exaucer 3 vœux, et comme Din est son dixième et dernier maître, il pourra enfin se libérer de la servitude pour rejoindre le Royaume des Esprits après avoir passé plus de mille ans sur Terre à servir ses anciens maîtres. Le dragon incite immédiatement Din à exprimer ses vœux pour qu'il puisse se défaire le plus rapidement possible, mais l'arrivée de Pockets et de ses hommes oblige le garçon à fuir. Lors de la confrontation avec les trois hommes, Din exprime par inadvertance le souhait qui est de savoir se battre en réussissant à assommer les scélérats grâce à des techniques de Kung Fu.
Le lendemain, Long révèle qu'il a exaucé le souhait involontaire de Din la nuit précédente et l'exhorte pour qu’il exprimer le même souhait que ses anciens maîtres qui est de devenir riche, mais le garçon souhaite à la place que le dragon l'aide à se rapprocher de son amie Li Na et lui exprime le souhait de devenir riche seulement pour 24 heures pour qu’il puisse s'infiltrer à la fête d'anniversaire de la jeune fille avec Long lui-même en tant qu'assistant humain. Lors de la fête, Li Na ne reconnaît pas immédiatement Din à cause de son apparence différente et qu’elle est occupée à faire bonne figurine auprès de ses invités pour satisfaire les besoins de son père alors qu’il n’a pas trouvé le temps de se présenter à la fête. Din met du mouvement en improvisant un spectacle de Kung Fu de manière à occuper les invités, mais Li Na quitte la fête parce qu'elle est déçu de l’absence de son père. Après l'avoir rejointe dans la cuisine, le garçon parvient à la réconforter en la faisant se sentir vraiment entendue pour la première fois mais à la fin, il n'a pas le courage de déclarer sa véritable identité et se présente comme Dan lorsque M. Wang (qui interagit à distance grâce à une tablette) organise un rendez-vous avec sa fille, rendant cette dernière très heureuse. Sur le chemin du retour, Long incite à nouveau Din à faire son dernier vœu en l'informant qu'il a été un être humain louable dans le passé, mais avant de pouvoir accéder au Royaume des Esprits, il a reçu comme récompense d'être transformé en dragon génie.
Le lendemain, Din se rend à son rendez-vous avec Li Na, mais sur les conseils de Long, Din se montre comme un noble arrogant et grossier, ce qui agace Li Na. Pour compliquer les choses, le groupe de Pockets débarque à la poursuite de Din, forcent les jeunes à fuir : les deux parviennent à prendre le dessus et s'envolent à bord de Long transformé en cerf-volant. En arrivant dans le quartier de Din, le deuxième souhait du garçon prend fin, retirant également la tenue chic de Din mais c’est en se montrant ainsi que Li Na se souvient de lui et de toutes les personnes du quartier où elle a vécu enfant. Elle passe alors la soirée dans le quartier de Din et sa mère, tandis que Long découvre la solidarité qui règne dans ce quartier et la noblesse d'âme de ses habitants.
Toutefois, Li Na se rend compte que sa relation avec Din ne pourra pas continuer, car elle a des responsabilités imposées dans son mode de vie qu’elle ne peu pas négliger même si elle le voudrait. Désormais déçu et résigné, Din invoque Long et exprime son dernier souhait en exigeant le rendre riche comme le dragon lui avait toujours proposée, il est convaincu que l’argent est le seul moyen d'obtenir la considération et le respect auprès des autres. Cependant, avant d'exaucer son dernier souhait, Long décide de lui révéler son passé: Il était autre fois un seigneur avare et cynique qui avait exploité son peuple, forcé ses filles à se marier à des nobles et à envoyer ses fils en guerre, et ce pour ses propres intérêts, sans penser à ce qu'ils pouvaient ressentir. Il mourut finalement entouré de ses richesses, mais seul. Quand son âme fut envoyé devant les portes du Royaume des Esprits, le gardien lui a refusé l’accès et en guise de punition le changea en dragon et l'enferma dans une théière, lui donnant pour tâche de servir dix maîtres et d'exaucer leurs vœux, afin de lui faire comprendre le vrai sens de la vie.
Pendant ce temps, Li Na retrouve son père où elle découvre que son entreprise est en faillite, elle  informe son père de la véritable identité de Dan. M. Wang profite de cet information pour aller voir Din avec la bande de Pockets (car M. Wang est leurs employeurs depuis le début) pour obtenir la théière et sauver son entreprise grâce au dragon. M. Wang essaye de négocier avec Din mais Pockets le trahit et s'empare de la théière avant de le pousser dans le vide. Il invoque Long pour qu’il exaucer son souhait qui est de transformer tout ce qu'il touche en or. Li Na rejoint son père, mourrant, et lui révèle en larmes qu'elle n'a jamais souhaité ce mode de vie qu'il lui a accordé mais qu'il était simplement là pour elle. Din rattrape la bande de Pockets où les deux se disputent la théière sur le dos de Long dans le ciel, mais la théière est retirée à Din ce qui rend impossible pour le garçon de voir Long (le dragon n'est en fait visible que par le propriétaire actuel de la théière). Le garçon semble condamné mais Long s’interpose en protégeant Din de Pockets, le changeant en une statue d'or, Din en profite pour que Pockets se touche lui même pour qu’il devienne une statue d’or et ce dernier plonge dans l’océan.
Grâce à son sacrifice, Long est de retour aux portes du Royaume des Esprits où le gardien de la porte (qui se révèle être le vieil homme qui à donner la théière à Din) le félicite pour sa tâche et lui permet d'entrer dans le Royaume des Esprits. Bien que tenté, Long insiste pour retourner sur Terre pour exaucer le dernier souhait de Din, le Dieu accepte de le laisser retourner sur Terre à une seule condition, que Long accepte sans hésiter. Le dragon émerge alors des eaux et exprime ainsi le dernier souhait de Din, qui est de sauver la vie de M. Wang qui comprend que c’est Din qui l’a sauvé. 
Quelques jours plus tard, Li Na et son père rendent visite à Din et à sa mère qui, entre-temps, se sont réconciliés et pendant que M. Wang déguste l'exquise soupe aux raviolis de Mme Song, il décide d'ouvrir un restaurant avec des plats préparés par Mme Song tandis que Din et Li Na entame une nouvelle amitié. Le jour de l'ouverture du restaurant, Din retrouve la théière de Long dans les tasses de la buanderie et l'invoque avec enthousiasme. Le dragon explique que pour revenir sur Terre il a été obligé de recommencer sa tâche de servir dix maîtres, ce qui ne l'a pas du tout dérangé. Din comprend alors que Long a sacrifié son rêve pour lui et l'embrasse sous le regard de sa mère (qui n'est pas capable de voir le dragon). Après un adieu touchant, Din pose la théière sur une charrette en espérant qu’il trouve dix nouveau maîtres, ignorant qu’elle est tiré par le gardien du Royaume des Esprits qui a pris la forme du vieil homme.

## Fiche technique
- Titre original : Wish Dragon
- Titre français : Le Dragon-génie
- Réalisation : Chris Applehans
- Musique : Philip Klein
- Scénario : Chris Applehans et Xiaocao Liu
- Montage : Mike Andrews
- Production : Chris Bremble, Jackie Chan, Wenxin She, Ken Tsumura et Aaron Warner
- Société de production : Base Animation, Sony Pictures Animation, Beijing Sparkle Roll Media Corporation, Base Media, Tencent Pictures et The Monk Studio
- Société de distribution : Columbia Pictures et Sony Pictures Animation (États-Unis), Netflix (France)
- Pays d'origine :  États-Unis,  Chine
- Langue originale : anglais
- Genre : animation, fantastique
- Durée : 98 minutes
- Dates de sortie :
  - Chine : 15 janvier 2021
  - États-Unis, France : 11 juin 2021

## Distribution

### Voix originales
- Jimmy Wong : Din Song
  - Ian Chen : Din, enfant
- John Cho : Long
- Constance Wu : Madame Song
- Natasha Liu Bordizzo : Li Na Wang
  - Alyssa Abiera : Li Na, enfant
- Bobby Lee : Grand Goon
- Jimmy O. Yang : Petit Goon
- Aaron Yoo : Pockets
- Will Yun Lee : Mr. Wang
- Ronny Chieng : Dieu Pipa

### Voix françaises
- Rémi Gutton : Din Song
  - Cécile Gatto : Din, enfant
- Jérémy Prévost : Long
- Justine Berger : Li Na Wang
  - Maryne Bertieaux : Li Na, enfant
- Véronique Desmadryl : Madame Song ,la mère de Din
- Stéphane Fourreau: Mr. Wang, père de Li Na
- Xavier Fagnon : Pockets
- Raphaël Lamarque : Grand Goon
- Taric Mehani : Petit Goon
- Thomas Sagols : Wei
- Thierry Kazazian : Buckley / Dieu Pipa

## Accueil

### Réception critique
Sur le site IMDb, le film obtient la moyenne de 7,2/10 avec plus de 28 000 avis (au 31 janvier 2023).

### Box-office
| Pays ou région | Box-office   | Date d'arrêt du box-office | Nombre de semaines |
| -------------- | ------------ | -------------------------- | ------------------ |
| Chine          | 21 120 000 $ |                            | -                  |